# Polygonum nuttallii
Polygonum nuttallii är en slideväxtart som beskrevs av John Kunkel Small. Polygonum nuttallii ingår i släktet trampörter, och familjen slideväxter. Inga underarter finns listade i Catalogue of Life.